# Festival Internacional de Cine de San Sebastián 1983
La 31.ª edición del Festival Internacional de Cine de San Sebastián se celebró entre el 15 y el 24 de septiembre de 1983. El Festival de San Sebastián había perdido la máxima categoría A (festival competitivo no especializado) de la Federación Internacional de Asociaciones de Productores Cinematográficos (FIAPF) tres ediciones antes, de manera que en esta edición no pudieron otorgar premios oficiales. De hecho, la retirada de la oficialidad sumió al Festival en una grave crisis de la que no se rehízo hasta 1986, cuando recobró la categoría A. En 1983 se concedieron premios extraoficiales.

## Desarrollo
Se inauguró el 15 de septiembre de 1983 por el alcalde Ramón Labayen Sansinenea el Museo Sant Telmo con la presencia del ministro de cultura Javier Solana, la directora general de cinematografía Pilar Miró y Miguel Etchenique en representación del gobierno vasco. Fue proyectada fuera de concurso E la nave va de Federico Fellini. Se presentaron 17 películas en la sección de «Nuevos Realizadores» para intentar tornar a la categoría A.
El presupuesto era de 85 millones de pesetas, de ellas 25 millones aportados por el Gobierno vasco, 12 millones por el Gobierno español, 20 millones para el Ayuntamiento de San Sebastián y 6 para la Diputación Foral de Guipúzcoa; el resto fueron cubiertos por los resultados de taquilla. Se ofrecieron, aparte de las secciones Oficial, Nuevos Realizadores, homenajes (Anna Magnani y Sam Fuller), sin fronteras, Puerta de Oriente, panorama del cine español, cine universitario mexicano y secciones dedicadas al vídeo y a la educación. Asistieron Helmut Berger y Jeremy Irons entre otros. El día 16 se proyectaron The Wild Duck, que sustituía Parahyba Mulher Macho de Tizuka Yamasaki, porque la copia estaba en mal estado. El 17 se proyectaron de la sección oficial El pico y de la de Nuevos Realizadores Une pierre dans la bouche de Jean-Louis Leconte y Entre-Temps de José María Berzosa en la sección "Sin fronteras". El día 18 se vieron en la sección oficial la húngara Szerencsés Dániel y las españolas Vestida de azul y El arreglo, en la sección Panorama Que nos quiten lo bailao de Carles Mira y en la de Nuevos Realizadores Los enemigos del argentino Eduardo Calcagno. El día 19 se proyectaron I Am the Cheese en la sección oficial, Soldados de plomo en la de Nuevos Realizadores y la griega Peri erotos de Maria Gavala y Theodoros Soumas. El día 20 se proyectaron la griega To repo, la francesa La Guerre des Demoiselles y la polaca Krzyk de la sección oficial, así como la entrega de los premios "Barandilla" y una mesa redonda sobre cine y novela negra que tuvo de la presencia de Patricia Higshmith. El día 21 se proyectó Truhanes y Tin Man a la sección oficial y Motel del mexicano Luis Mandoki a la de Nuevos Realizadores. El día 22 se proyectaron La línea del cielo en la sección oficial, y la de Nuevos Realizadores Brussels by Night de Marc Didden y Karate po polsku de Wojciech Wójcik. El día 23 se proyectaron La chiave de Tinto Brass, que había sido rechazada en Venecia y fuera de concurso The Crowd de King Vidor como nueva banda sonora ejecutada por Carmelo Bernaola, así como Koyaanisqatsi de Godfrey Reggio en la de Nuevos Realizadores. La atracción fue John Travolta, de visita para promocionar su película Staying Alive. El día 24 se proyectaron La conquista de Albania y Die flambierte Frau (que sustituía, no sin protestas, Ars Amandi de Walerian Borowczyk , de la sección oficial, Sogno di una notte d'estate de Gabriele Salvatores en la de Nuevos Realizadores y My Dinner with Andre de Louis Malle en la sección Homenaje. Zelig clausuraba el festival, y se entregaron los premios.

## Jurados
Jurado Nuevos Realizadores
- Samuel Fuller
- Graciela Borges
- Diego Galán
- Monte Hellman
- Anjel Lertxundi
- Paco Ignacio Taibo I

## Películas

### Sección Oficial
Las 16 películas siguientes fueron presentadas en la sección oficial:
| Título en España          | Título original           | Director(es)         | País           |
| ------------------------- | ------------------------- | -------------------- | -------------- |
| Entre nosotras            | Coup de foudre            | Diane Kurys          | Francia        |
| La mujer flambeada        | Die flambierte Frau       | Robert van Ackeren   | RFA            |
| El pico                   | El pico                   | Eloy de la Iglesia   | España         |
| I Am the Cheese           | I Am the Cheese           | Robert Jiras         | EE. UU.        |
| Kouzelné dobrodružství    | Kouzelné dobrodružství    | Antonin Kachlik      | Checoslovaquia |
| Krzyk                     | Krzyk                     | Barbara Sass         | Polonia        |
| La llave                  | La chiave                 | Tinto Brass          | Italia         |
| La conquista de Albania   | La conquista de Albania   | Alfonso Ungría       | España         |
| La Guerre des Demoiselles | La Guerre des Demoiselles | Jacques Nichet       | Francia        |
| La línea del cielo        | La línea del cielo        | Fernando Colomo      | España         |
| Daniel Takes a Train      | Szerencsés Dániel         | Pál Sándor           | Hungría        |
| El pato salvaje           | The Wild Duck             | Henri Safran         | Australia      |
| Tin Man                   | Tin Man                   | John G. Thomas       | EE. UU.        |
| To repo                   | To repo                   | Vassilis Vafeas      | Grecia         |
| Truhanes                  | Truhanes                  | Miguel Hermoso       | España         |
| Vestida de azul           | Vestida de azul           | Antonio Giménez-Rico | España         |

### Fuera de concurso
Las películas siguientes fueron seleccionadas para ser exhibidas fuera de competición: 
| Título en España  | Título original | Director(es)     | País    |
| ----------------- | --------------- | ---------------- | ------- |
| E la nave va      | E la nave va    | Federico Fellini | Italia  |
| Y el mundo marcha | The Crowd       | King Vidor       | EE. UU. |
| Zelig             | Zelig           | Woody Allen      | EE. UU. |

### Nuevos Realizadores[18]
| Título original             | Director(es)                                       | País           |
| --------------------------- | -------------------------------------------------- | -------------- |
| Amore tossico               | Claudio Caligari                                   | Italia         |
| Brussels by Night           | Marc Didden                                        | Bélgica        |
| El arreglo                  | José Antonio Zorrilla                              | España         |
| Green                       | Gideon Kolirin                                     | Israel         |
| Karate po polsku            | Wojciech Wójcik                                    | Polonia        |
| Koyaanisqatsi               | Godfrey Reggio                                     | EE. UU.        |
| La noche de los espías      | Marian Handwerker                                  | España         |
| Los enemigos                | Eduardo Calcagno                                   | Argentina      |
| Motel                       | Luis Mandoki                                       | México         |
| Peri erotos                 | Maria Gavala, Theodoros Soumas                     | Grecia         |
| Plaché pribehy              | Zdenek Flídr Sr., Tomás Tintera, Dabroslav Zborník | Checoslovaquia |
| Sogno di una notte d'estate | Gabriele Salvatores                                | Italia         |
| Soldados de plomo           | José Sacristán                                     | España         |
| Une pierre dans la bouche   | Jean-Louis Leconte                                 | Francia        |
| Xueiv                       | Patrick Brunie                                     | Francia        |

## Palmarés
Ganadores de la Sección no oficial del 32.º Festival Internacional de Cine de San Sebastián de 1983:
- Premio de la Crítica Internacional: Entre nosotras de Diane Kurys
- Gran Premio Donostia para Nuevos Realizadores: 
  - Brussels by Night de Marc Didden
  - El arreglo de José Antonio Zorrilla
- Menciones de honor:
  - Ulises Dumont por Los enemigos
  - Michela Mioni por Amore tossico
- Premio Sociedad Fotográfica: Soldados de plomo de José Sacristán
- Premio Ateneo Guipuzcoano:  Entre nosotras de Diane Kurys